# Поєній-де-Жос
Поєній-де-Жос (рум. Poienii de Jos) — село у повіті Біхор в Румунії. Входить до складу комуни Бунтешть.
Село розташоване на відстані 369 км на північний захід від Бухареста, 67 км на південний схід від Ораді, 85 км на захід від Клуж-Напоки, 135 км на північний схід від Тімішоари.

## Населення
За даними перепису населення 2002 року у селі проживали 630 осіб, усі — румуни. Усі жителі села рідною мовою назвали румунську.